# Фрески из несторианского храма в Кочо
Фрески из несторианского храма в Кочо (нем. Wandbilder aus einem christlichen Tempel, Chotscho) представляют собой три фрагмента несторианской христианской росписи: «Вербное воскресенье», «Покаяние» и «Вход Господень в Иерусалим». Они были найдены в начале XX века турпанской экспедиционной группой, возглавляемой двумя немецкими археологами Альбертом Грюнведелем и Альбертом фон Ле Коком.
Эти фрески были написаны в VII—XI веках (династия Тан) и принадлежат разрушенной несторианской церкви в Кочо, древнем оазисном городе, расположенном в современном Синьцзяне, самом западном регионе Китая. Первоначальный «Вход Господень в Иерусалим» потерян, есть только копия чертежа, сделанного Грюнведелем. Фрески входят в коллекцию расформированного Музея азиатского искусства в берлинском районе Далем и в настоящее время не экспонируются в ожидании переезда в строящийся Форум Гумбольдта в Городском дворце.

## Описание

### Вербное воскресенье
На фреске размером 63 см в длину и 70 см в ширину слева изображён человек ближневосточного происхождения (или, более конкретно, иранца, по мнению религиоведа Ганса-Иоахима Климкайта), предположительно, диакон или священник. У него орлиный нос, голова, окруженная густыми чёрными кудрями, напоминает поздние античные изображения. Его одежда состоит из белого облачения с зелёным воротником, доходящего до ног, поверх которого он носит более короткую белую одежду с зелёными манжетами. Пухлые ноги одеты в прочные чёрные туфли. В левой руке он держит золотое кольцо (кадило), дым от которого представлен быстрой волнистой линией вверх, растворяющейся в верхней части спирали. В правой руке он держит чёрный, похожий на чашу, предмет.
Три фигуры, приближающиеся справа, двое мужчин и женщина, со слегка склонёнными головами несут, возможно, пальмовые ветви. Двое мужчин одеты в одинаковые шапки и пальто с широкими реверсами, развешаными на плечах как накидки. Длинное одноцветное пальто, коричневое у первого мужчины, серо-голубое у второго и, кажется, носимое без пояса. Длинные рукава пальто висят пустыми, мужчины держат ветви в одной руке, видной из-под пальто. Первая мужская фигура носит коричневый, похожий на тюрбан головной убор; чёрные волосы видны за левым ухом. У второй мужской фигуры на голове большая чёрная шляпа в форме усечённого конуса; на ногах оба носят коричневатые туфли.
Женская фигура справа одета в банби и рукун, традиционные китайские наряды, которые состоят из короткой зелёной куртки с длинными рукавами, доходящей только до середины верхней части тела; длинной юбки, которая закрывает ноги; коричневого плаща или шарфа, слегка перекинутого через правую половину тела от плеча до половины бедра и от левого плеча до груди. Она носит зелёные туфли с поднятыми носками. Густые чёрные волосы сложены на макушке в сферическую структуру. Троих прихожан можно сравнить с фигурами уйгурских принцев и принцесс, которые держат цветы на наскальных рисунках в Безеклике.
Копыта осла, видимые в верхней части сцены, являются утраченной частью фрески «Вход Господень в Иерусалим», это привело к мнению о том, что сцена изображает праздник Вербного воскресенья. Японский профессор Тору Ханеда (яп. 羽田亨) также считает, что фреска является изображением Вербного воскресенья; другой японский ученый Дайджир Ёсимура (吉村大次郎) утверждает, что более крупная фигура слева представляет Иисуса Христа, три фигуры справа представляют Апостола Петра, Апостола Иоанна и Марию Магдалину.

### Покаяние
Эта меньшая картина имеет размеры 43 см в длину и 21 см в ширину. Он представляет молодую женщину в состоянии покаяния. На ней длинное красно-коричневое платье с широкими свободными рукавами, скрывающими руки, сложенные на передней части тела. Беловатое нижнее белье достигает пола и показывает только очень большие, перевёрнутые концы туфель, которые поднимаются под подол.

### Вход в Иерусалим
Эта утраченная настенная роспись была реконструирована Грюнведелем в 1905 году. На ней изображена бородатая фигура (Иисус), сидящая на осле с крестом в руках, который украшен жемчугом, на входе в Иерусалим, с женской фигурой (верующей), одетой в костюм династии Тан. Крест, с которым изображена фигура, похож на крест, изображённый на потерянном манихейском знамени из Кочо. На всаднике надет головной убор с крестом и короткая верхняя одежда, которая свободно развевается.